# 皇牙篤
皇牙 篤（おうが あつし、1977年10月22日 - ）は、福岡県直方市出身で高砂部屋所属の元大相撲力士、本名は森安 篤（もりやす あつし）。大相撲時代は、身長180cm、体重123kg。得意手は右四つ、食い下がり。趣味は、映画鑑賞。最高位は東十両6枚目（2006年11月場所）、血液型B型、星座は天秤座。

## 来歴
「皇牙」という四股名は、同じ直方市立直方第二中学校出身の魁皇と、長年付き人を務めていた闘牙の両関取から一字ずつ取って闘牙が名付けた。
朝青龍の横綱昇進後、2004年1月場所から2007年3月場所まで弓取式を務めていた。
2006年3月場所では、自己最高位となった東幕下4枚目で5勝2敗という成績を上げ、同年3月29日の番付編成会議において翌場所の十両昇進が決定した。5勝目を挙げた際に「十両に上がっても弓取りをしたい」とのコメントを残した。「弓取りを行う力士は出世しない」との言い伝えもあったが、本人は「目の前で結びの一番を見られることはこの上ない勉強になる」と意に介していなかった。また、初土俵から所要79場所（13年）での新十両は当時史上9位タイのスロー出世である。
2006年5月場所において希望は実現し、1975年3月場所の板倉（後の前頭・大豪）以来実に31年ぶりとなる本場所の弓取式を務める関取となった。化粧回しは漫画家のやくみつるのデザインによる自身の弓取りの姿を描いたものが贈られた。関取弓取りの初日となった5月場所初日には、「弓取りの控え席に座布団が置いてあったことに驚いた」（関取に昇進したため、土俵下の控え席には座布団が置かれる）というコメントを残している。その後白星を重ねて10勝5敗と二桁勝利、豊桜、寶智山と優勝決定巴戦を行った。優勝はならなかったが、しぶとい相撲で館内を沸かせた。7月場所は自己最高位の十両7枚目まで番付を上げ、初日から6連勝したもののその後まさかの9連敗をしてしまい、6勝9敗と負け越した。
西十両14枚目で迎えた2007年3月場所は11日目で負け越し、幕下陥落が決定した時点で、同場所一杯で弓取式を辞める意思を表明。最終的に5勝10敗で同場所を終え、千秋楽での自身の取組後、「念願だった九州場所に関取として帰るという夢も果たせた。悔いはない」と力士としても引退を表明した。ただし4月分の給与確保や巡業参加のため場所後引退届を提出せず、5月場所の番付発表後に提出した。
そして2007年6月3日に両国国技館で断髪式を行い、一部始終はNHK福岡放送局において翌日のローカルニュース枠で放送された。先述のやくみつるデザインの化粧回しをつけ、最後の弓取りを披露。魁皇、朝青龍らに加えて、福岡異動を機に取材を続け、この断髪式で司会を務めていた刈屋富士雄アナウンサーまでもがはさみを入れた。引退前に結婚しており、美容師である夫人が断髪後のヘアスタイルを整えた。
その後直方市に帰郷し、隣の中間市で2007年10月5日に「ちゃんこ皇牙」を開店したが閉店。家業を手伝いながらプロレスリング華☆激でもレスラーとしてリングに上がっていた。その後2013年10月に北九州市八幡西区で再度「ちゃんこ皇牙」を開店している。

## 略歴
- 1993年3月場所 - 初土俵、四股名は本名の森安 篤（もりやす あつし）。
- 1993年9月場所 - 序二段昇進。
- 1995年11月場所 - 三段目昇進。
- 1999年5月場所 - 幕下昇進。
- 2001年5月場所 - 四股名を皇牙 暁寿（おうが あきとし）に改名する。
- 2005年3月場所 - 幕下51枚目で6勝1敗、7人の力士による優勝決定戦に進むも敗れる。
- 2006年3月場所 - 幕下4枚目で5勝2敗の好成績を挙げ、十両昇進を決定づける。
- 2006年5月場所 - 新十両、初土俵から79場所での新十両は史上9位のスロー記録 皇牙の四股名の下の名を都嵯（とさ）に改める。優勝同点（10勝5敗）。
- 2007年1月場所 - 下の名を本名の篤（あつし）に改める。
- 2007年3月場所 - この場所を最後に引退を表明。引退届は提出せず。
- 2007年5月場所 - 番付発表後に引退届を提出。

## 主な成績
- 通算成績：329勝307敗 勝率.517
- 十両成績：42勝48敗 勝率.467
- 現役在位：85場所
- 十両在位：6場所

## 場所別成績
| | 一月場所 初場所（東京） | 三月場所 春場所（大阪） | 五月場所 夏場所（東京） | 七月場所 名古屋場所（愛知） | 九月場所 秋場所（東京） | 十一月場所 九州場所（福岡） |
| --- | ----------------------- | ----------------------- | ----------------------- | --------------------------- | ----------------------- | --------------------------- |
| 1993年 （平成5年） | x                       | （前相撲）              | 東序ノ口41枚目 3–4      | 西序二段33枚目 5–2          | 西序二段169枚目 1–6     | 東序ノ口21枚目 2–5          |
| 1994年 （平成6年） | 西序ノ口39枚目 5–2      | 東序二段153枚目 4–3     | 西序二段120枚目 2–5     | 西序二段157枚目 5–2         | 東序二段108枚目 4–3     | 西序二段77枚目 5–2          |
| 1995年 （平成7年） | 東序二段32枚目 2–5      | 東序二段64枚目 2–5      | 西序二段95枚目 5–2      | 東序二段42枚目 4–3          | 東序二段22枚目 4–3      | 東三段目100枚目 4–3         |
| 1996年 （平成8年） | 西三段目81枚目 2–5      | 東序二段8枚目 5–2       | 東三段目72枚目 2–5      | 西序二段3枚目 3–4           | 東序二段21枚目 4–3      | 東序二段筆頭 4–3            |
| 1997年 （平成9年） | 西三段目80枚目 4–3      | 西三段目59枚目 5–2      | 東三段目32枚目 3–4      | 東三段目46枚目 3–4          | 東三段目65枚目 3–4      | 西三段目80枚目 4–3          |
| 1998年 （平成10年） | 西三段目62枚目 4–3      | 東三段目45枚目 4–3      | 東三段目31枚目 4–3      | 西三段目17枚目 2–5          | 東三段目42枚目 4–3      | 東三段目29枚目 4–3          |
| 1999年 （平成11年） | 西三段目15枚目 4–3      | 西三段目2枚目 4–3       | 西幕下52枚目 3–4        | 西三段目3枚目 3–4           | 東三段目13枚目 3–4      | 西三段目27枚目 4–3          |
| 2000年 （平成12年） | 東三段目15枚目 3–4      | 東三段目30枚目 5–2      | 東三段目6枚目 6–1       | 東幕下35枚目 4–3            | 西幕下27枚目 4–3        | 東幕下19枚目 2–5            |
| 2001年 （平成13年） | 西幕下38枚目 3–4        | 東幕下49枚目 5–2        | 東幕下33枚目 4–3        | 西幕下24枚目 4–3            | 西幕下19枚目 4–3        | 西幕下17枚目 5–2            |
| 2002年 （平成14年） | 西幕下9枚目 3–4         | 西幕下15枚目 3–4        | 東幕下23枚目 3–4        | 東幕下31枚目 3–4            | 東幕下41枚目 5–2        | 東幕下24枚目 3–4            |
| 2003年 （平成15年） | 東幕下34枚目 4–3        | 東幕下27枚目 5–2        | 西幕下13枚目 1–6        | 東幕下33枚目 4–3            | 東幕下27枚目 4–3        | 西幕下22枚目 4–3            |
| 2004年 （平成16年） | 西幕下13枚目 4–3        | 東幕下10枚目 3–4        | 東幕下16枚目 2–5        | 西幕下28枚目 3–4            | 西幕下37枚目 5–2        | 西幕下24枚目 3–4            |
| 2005年 （平成17年） | 西幕下30枚目 2–5        | 西幕下51枚目 6–1        | 西幕下22枚目 4–3        | 東幕下17枚目 5–2            | 東幕下10枚目 4–3        | 東幕下8枚目 3–4             |
| 2006年 （平成18年） | 東幕下11枚目 5–2        | 東幕下4枚目 5–2         | 東十両13枚目 10–5       | 西十両7枚目 6–9             | 東十両10枚目 9–6        | 東十両6枚目 6–9             |
| 2007年 （平成19年） | 西十両11枚目 6–9        | 西十両14枚目 5–10       | 東幕下5枚目 引退 –      | x                           | x                       | x                           |
| 各欄の数字は、「勝ち-負け-休場」を示す。 優勝 引退 休場 十両 幕下 三賞：敢=敢闘賞、殊=殊勲賞、技=技能賞 その他：★=金星 番付階級：幕内 - 十両 - 幕下 - 三段目 - 序二段 - 序ノ口 幕内序列：横綱 - 大関 - 関脇 - 小結 - 前頭（「#数字」は各位内の序列） |                         |                         |                         |                             |                         |                             |

## 改名歴
- 森安 篤（もりやす あつし）1993年3月場所-2001年3月場所
- 皇牙 暁寿（おうが あきとし）2001年5月場所-2006年1月場所
- 皇牙 都嵯（おうが とさ）[1]2006年3月場所-2006年11月場所
- 皇牙 篤（おうが あつし）2007年1月場所-2007年5月場所